# Gottlob Adolf Veiel
Gottlob Adolf Veiel (* 4. August 1802 in Blaubeuren; † 24. April 1864 in Stuttgart) war ein württembergischer Jurist und Politiker.

## Leben
Als Sohn von Johann Gottlob Veiel geboren, studierte Adolf Veiel Rechtswissenschaften in Tübingen. Während seines Studiums wurde er 1821 Mitglied der Burschenschaft Germania Tübingen. Nach seinem Studium war er als Rechtskonsulent in Marbach und ab 1849 in Stuttgart tätig.
1838, 1839, 1841 bis 1843, 1845, 1847 und 1848 wurde er Mitglied der Württembergischen Abgeordnetenkammer. In dieser setzte er sich unter anderem 1845 für die Judenemanzipation ein. 1848 war er Abgeordneter im Frankfurter Vorparlament und von Mai bis August 1848 Vorstand des Vaterländischen Vereins.